# Sense Plan Act
Le Sense-Plan-Act est la méthodologie de contrôle des robots prédominante jusqu'en 1985.
1. Sens – recueille des informations en utilisant les capteurs
2. Plan – crée un modèle du monde en utilisant toutes les informations, et planifie le prochain mouvement
3. Agir

SPA est utilisé dans les itérations : après la phase d'action, la phase de détection, et l'ensemble du cycle se répète.